# أرب 220

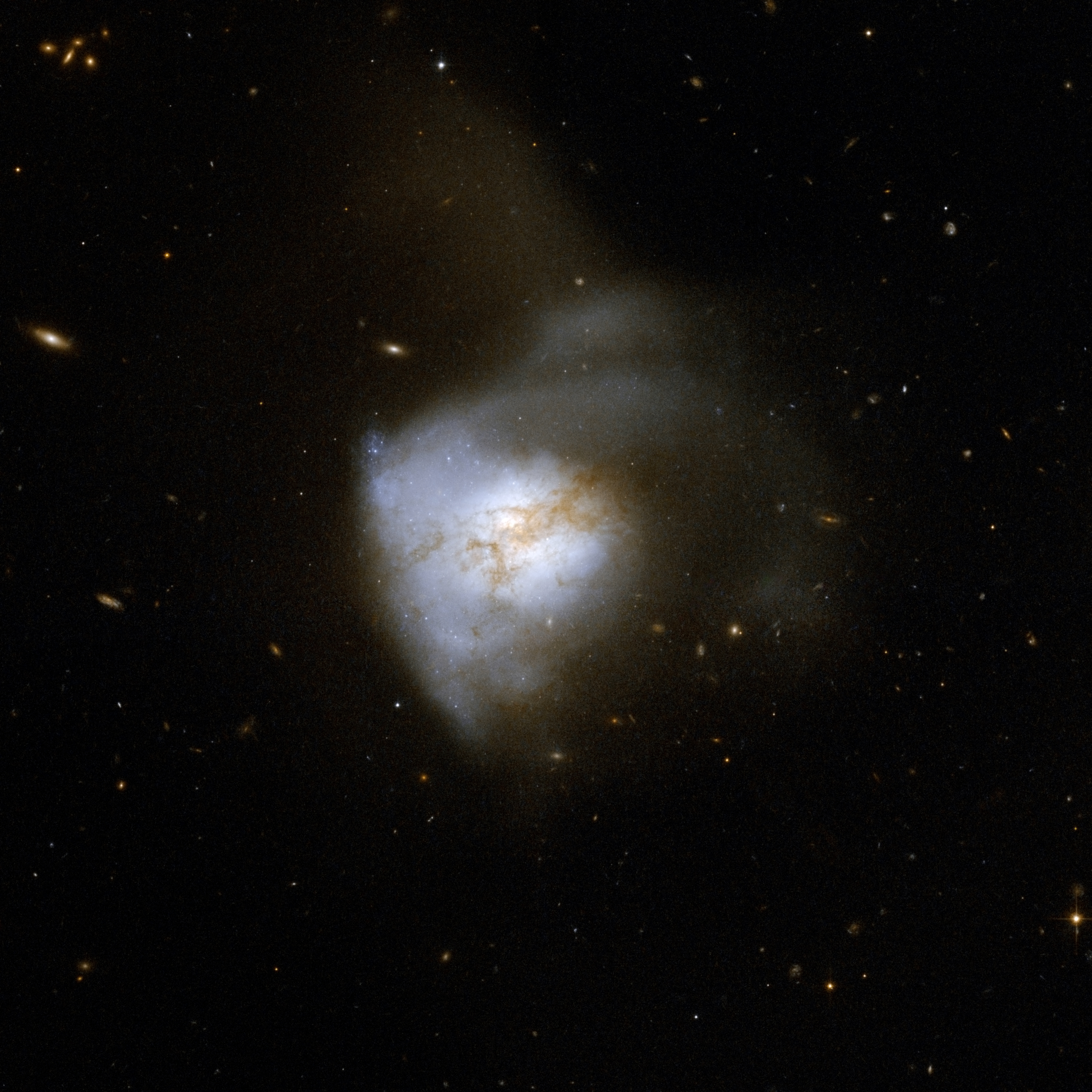
صورة متسعة الزاوية (2.4′) إلتقطها تلسكوب هابل الفضائي

في أطلس المجرات الغريبة لهالتون آرب Arp 220 هو تصادم بين مجرتين بدأ منذ حوالى 700 مليون عام والمجرتين الآن في طور الاندماج. وتبدو Arp 220 كمجرة حلزونية واحدة غريبة المظهر، ولكنها في الواقع مثال قريب على تصادم المجرات الحلزونية وهو ألمع اندماج مجري بين الثلاثة الأقرب إلى الأرض. حيث يقع على بعد يقدر بحوالي 250 مليون سنة ضوئية في كوكبة الحية.
Arp 220 أسطع بكثير من المجرات العادية وهي أقرب مجرة تحت حمراء ساطعة (LIRG) إلى الأرض أكتشفت انبعاثات الطاقة من Arp 220 بواسطة قمر الدراسات الفلكية بالأشعة دون الحمراء إراس لأن هذة الإنبعاثات تقع في المقام الأول في طيف الأشعة تحت الحمراء البعيدة.

## مواصفاتها
يُعتقد أن معظم إنتاجها من الطاقة ناتج عن انفجار هائل لتكوين النجوم ، أو انفجار نجمي ، ربما يكون ناتجًا عن اندماج مجرتين صغيرتين. كشفت مشاهدا تلسكوب هابل الفضائي HST لـ Arp 220 في عامي 2002 و 1997 ، المأخوذة في الضوء المرئي وفي ضوء الأشعة تحت الحمراء باستخدام الكاميرا NICMOS ، عن أكثر من 200 عنقود نجمي ضخم في الجزء المركزي من المجرة. تحتوي أضخم هذه العناقيد على ما يكفي من المواد لتساوي حوالي 10 ملايين شمس. أظهرت ملاحظات الأشعة السينية من قبل الأقمار الصناعية Chandra و XMM-Newton أن أرب 220 ربما تحتوي على نواة مجرة نشطة في قلبها ، مما يثير أسئلة مثيرة للاهتمام حول الارتباط بين عمليات اندماج المجرات و نواة مجرية نشطة ، حيث يُعتقد أن اندماج المجرات غالبًا ما يؤدي إلى انفجارات نجمية ، وقد تؤدي أيضًا إلى ظهور ثقوب سوداء هائلة الحجم يبدو أنها تُشغل نواة مجرية نشطة.

## اقرأ أيضا
- GN-z11
- مجرتا الفئران
- مجرتا أرب 273
- أرب 299
- أبل 2142

## وصلة خارجية
- أرب 220 على موقع ويكي سكاي: DSS2, SDSS, GALEX, IRAS, Hydrogen α, X-Ray, Astrophoto, Sky Map, Articles and images
- Hubble Sees Star Birth Gone Wild (SpaceDaily) Jun 16, 2006